# Sabri Bukadum
Sabri Bukadum (arab. ‏صبري بوقدوم‎, Ṣabrī Būqadūm; fr. Sabri Boukadoum; ur. 1 września 1958 w Konstantynie) – algierski polityk, od 31 marca 2019 do 7 lipca 2021 minister spraw zagranicznych, od 19 do 28 grudnia 2019 pełnił obowiązki premiera Algierii.